# メロウ (人魚)

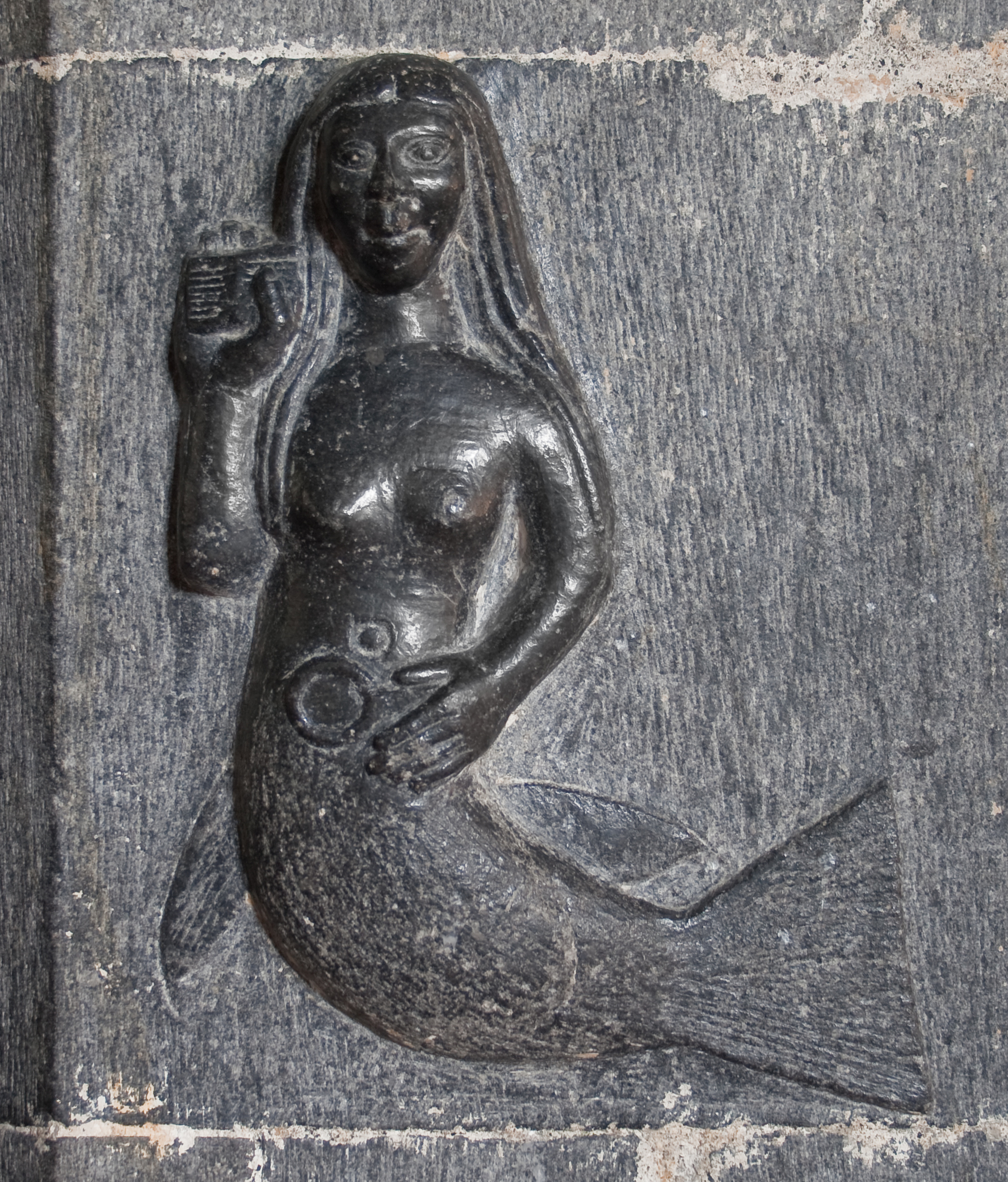
アイルランドの人魚（レリーフ彫刻、クロンファート大聖堂）

メロウ（merrow、アイルランド語: murúch）は、アイルランド民話・伝説上の「人魚」または「半魚人」。
「メロウ」はアイルランド英語であり、諸説あるがアイルランド・ゲール語 murúch に由来するというのが、近年の考察である。

## 概要
メロウは19世紀発表の2編で知られる。人魚がその「魔法のフード」（コホリン・ドゥリュー）を奪われて人妻となる「ゴルラスの婦人」と、メロウの男性と漁夫が友誼を結ぶ「魂の籠」である。メロウは緑髪または全身緑色で、水かき状の膜が付いた手や、魚のような尾をもっているという。
ところどころの地域では、人魚と夫婦となり子をもうけた、または、ある家系が人魚の子孫であるなどの伝承が残っている。
古アイルランド語 で「メロウ」に相当する祖語は、直訳すると「海の歌い手」を意味し、本来は「セイレーン」を意味した。これは形状は人魚で、催眠効果のある歌を能力にもつ怪物として描写される。古い文献によれば、アイルランドの先住民（ゴイデル族またはミレー族）がこれらに遭遇したという。
地名由来の伝説にも複数の呼称でこの「人魚」が登場する。また伝説的なリー・バンという名の女性も人魚に数えられるが、古い年代記では彼女のことを「海の狂人」（「海のさすらい人」）と呼んでいる。このようにアイルランド語では「人魚」に相当する幾つかの語が混在する。

## 語源
メロウ merrow はゲール語から転訛した単語で、アイルランド英語（ハイバーノ・イングリッシュ）に分類される。近年の学説では、近代アイルランド語: murúch に由来するとされ、その語源の古アイルランド語: murdhúchu, murdúchann は「海の歌い手」すなわち「セイレーン」の意味である。ギリシア叙事詩『オデュッセイア』は、中世の頃に古アイルランド語に翻案されているが、その作品でオデュッセウスたち一行が遭遇したセイレーンが、アイルランドの伝承に借用されたものとも説明されている。
ただし、19世紀の書物では、異説の語源が主張されている。イェイツの解説によれば、「メロウ」はアイルランド語のモルーア（moruadh）またはモルーハ（murúghach）に由来し、 muir 「海」と oigh 「娘」の複合語ということである。もっともこれはイェイツの考察というより、元々クローカーが発表した大同小異の説の受け売りである。
また、スコットランド方言（スコッツ語）で人魚を指す類語は morrough であるが、これはアイルランド語からの借用とされており、相当するスコットランド・ゲール語形は提示されていない。

## 同義語
アイルランドの人魚（ないし「海のニンフ」）を指す語として、他にも muirgeilt、samguba、suire が挙げられている。これらは古・中アイルランド語の単語で、中世の文献にも用例がみつかる。
現代アイルランド語では maighdean mhara （直訳すると「海の女性」）という表現が「マーメイド（人魚）」の意味で使用される  (参照：ヴァルドリヘの1959年の辞書）。
muirgeilt （ムールゲルト）は「海のさすらい人」の意で、伝説上の人魚リーバンを指す語として知られている。次の samguba については、地誌『ディンシェンハス』に用例があるが、厳密にいえば「人魚のメロディ」と意訳される。
suire（シュア）についても用例が地誌にみつかる。クローカーによれば史書にも用例があるそうだが、情報が交錯している。
用例をあげた、人魚がかかわる地誌・伝説の内容については、以下§中世の文献の節で詳述する。

## 民話
「メロウ」の呼称が用いられる2編の人魚譚は、いずれも『（イエイツ編）ケルト妖精物語』（井村君江訳）に所収されるが、初出はトマス・クロフトン・クローカーによる民話集『南アイルランドの妖精物語と伝説』（第2巻、1828年）である。このうち「魂の籠」は採集民話ではなく創作だったことが判明している
クローカーによるメロウの注釈は、その後の民俗学的なメロウ論の礎石となった。同書はグリム兄弟によりドイツ訳されることで注視された。そののちトマス・カイトリー、ジョン・オハンロン牧師、イェイツなどがメロウを含む「妖精」の解説書を出しているが、その内容の多くはクローカーより流用されている。これら19世紀の作家群によるメロウ論を集約すると、概ね次の通りとなる。

### 性質
女性のメロウの場合、その容姿は〈上半身は人間、下半身が魚〉とする西洋一般の典型的な人魚像と大差はない。その下半身は（オハンロン牧師によれば）緑色のかかった鱗が密集している。緑色の毛髪をもち、ときには手に携えた櫛で髪を梳かす。指と指の間にはおぼろげながら水かきがついており、それは卵の殻の薄皮のように白く薄い膜という。
メロウは「つつましく、親しみぶかく、優しく恵みぶかい」とも評され、「人間との絆をつくること」もできるし、異種同士での婚姻がおこなわれた報告例もあるという。コーク県の町バントリーでは、子孫に「うろこ状の皮膚」や「手指・足指のあいだの薄膜」などの兆候があらわれた例が伝わる。しかし何年も生活を共にすることはあっても、そのうち一種の帰巣本能が働きメロウは海中に戻ってしまう。それは家族の愛ですら引き留めることはかなわない 。その衝動を抑えるためには、人魚妻の持ち物である「コホリン・ドゥリュー」（「魔法の頭巾」）を、見つけられないように厳重に保管する必要がある 。
オハンロン牧師によればメロウは「外皮」を脱いで「さらに魔法めいた美しい」生物に変身するというが、クローカーの解説では、外皮を脱ぐのはメロウではなく、スコットランド北部シェットランド諸島の海の女「セルキー」またはデンマーク領フェロー諸島のアザラシ妻である。一見食い違うようであるが、ある研究論文によれば、海に帰還するための必要具は、アイルランドのメロウの場合は「全身を覆う」帽子であり、スコットランドの「波の女」の場合は下半身のみ鮭に変身するための外皮だとしている。
イエイツには、メロウはときおり陸上にあがり「小さな角のない牝牛の姿」で海辺を彷徨するという記述がある。この典拠は不明であるため、ある研究者は、これはパトリック・ケネディーが伝える〈メロウが住んでいる近くの牧場に海の牛はやってくる〉という伝承に脚色をくわえたものではないかと推論している。
メロウの女性は、ときおり若者を波の下の世界へ誘うが、誘惑された若者は魔法をかけられ海中で暮らすようになるといわれる。メロウの女性は美しいが、男性は醜いものとされていて、メロウの女性がときおり陸上の人間に伴侶を求めるのもそれで説明できる、との考察もある。
メロウの音楽は、はるかな深海から聞こえてくるが、その音は海上をふわふわと漂うかのようである。メロウは、砂浜でも波上ででも、音楽に合わせて踊るといわれる。

### 男のメロウ
アイルランド民承における男性のメロウについては「魂の籠」という物語がある。魚人が航海で溺れた人たちの魂を籠（ロブスターポットに似た籠）に封じ込め、それらを飾って眺めて暮らしている、という設定である。ただしこれは語り手から採集された真正の民話ではなかった。後年になって、物語の提供者であるトマス・カイトリーが、これがみずからの創作（ドイツ民話「水の精と農夫」の翻案）だったことを暴露した。ただ、カイトリーは、コーク県やウィックロー県では偶然にも自分の創作と合致する内容の民話が伝搬していた、と釈明した。
「魂の籠」に登場する男のメロウは、名をクーマラといい（Coomara ；「海の犬」の意）、体も髪も歯も緑色をしており、鼻は赤く、目は豚似で、鱗に覆われた下肢のあいだからは魚の尾を生やしており、腕は鰭（ひれ）のように短かった。クローカーは、同じ特徴（緑色の毛髪や葉、赤鼻、豚似の目）は、すべての男のメロウに通ずるものとしており、男のメロウは総じて醜いものと結論づけている。その結論は、オハンロン牧師やイエイツ、ケネディに受け継がれた。
メロウという言葉の男性形は寡聞にして知らずとイエイツは語っている。これについて、ある学者は、男性の人魚を「マカモア」（ "macamore[s]"；「海の息子」の意）と呼ぶ地域があると主張する。ただし、その典拠として示されるパトリック・ケネディーの『ボロー川のほとり』では「マカモア」は「ウェックスフォード県の海岸沿いの住人」と定義されているにすぎない 。アイルランド英語に限らなければ、ゲール語（アイルランド語）で男性の人魚を指す表現として、 murúch fir 「人魚男」や fear mara 「海の男」などがある。

### コホリン・ドゥリュー
メロウは「コホリン・ドゥリュー」（"cohullen druith" )と称する、潜水を可能とさせる魔法の帽子（または頭巾、後述）を所持している。この帽子を紛失すると、メロウは海に戻れないと伝わる。
近年の資料によれば、本来のアイルランド語の正表記は cochallin draíochta, cochallín draoi であり、「魔法の小さなフードかカウル（頭巾）」を意味する
ところがクローカーは、闘牛士のモンテーラとよく似た形状の帽子を意味する cuthdarún が語源だと推察した。クローカー編「ゴルラスの婦人」ではコホリン・ドゥリューはコックドハットのようなものと形容されており（和訳では「山形帽のような変なもの」） 「魂の籠」でも潜水帽が「コックドハット」だとされている（和訳では「手につばのある三角帽子」）「魂の籠」『ケルト妖精物語』140頁。
コホリン・ドゥリューが「羽でおおわれている」という認識は、イエイツ等にみられるが、これはクローカーの考察より派生したものである。ただしクローカーは、コホリン・ドゥリューと『アラビアンナイト』の「羽衣」について羽衣伝説的な共通点を指摘したにすぎないのであり、羽がついているなどとは論じていない。またイエイツは赤い帽子だとも断じている。
他にも、「メロウの帽子」とは明記されないが、「人魚の帽子に相当する例」として、「鮭皮の帽子」が、一篇のアイルランド民話に登場する。ジョン・リースが発表したその伝説にると、あるときオーウェル湖から現れた女性を地元の農夫が捕まえて妻とした。このとき女性が被っていた鮭皮の帽子は月光にきらめいていたという。その後、子までもうけたが、コルカノンという料理の仕度中に帽子を探し当てた妻はそのまま失踪した。

## 中世の文献
中世アイルランドの文献にも人魚が登場するが、「メロウ」に相当する古語は murdúchann である。19世紀の民話研究家たちも、こうしたメロウの古い用例を列挙している。
クローカーは、伝説的な史書にミレー族が目撃した「海のニンフ」の記述があるというが、そのような記述は『アイルランド侵寇の書』にみつかる。またオハンロン牧師によれば、『レカンの書』の挿入話に、フォモール族がイクティア海（イギリス海峡）で遭遇した人魚が登場するとしているが、これは『ディンシェンハス』（地名由来の伝承集）の1篇と合致する。
『フォーマスターズ年代記』（17世紀）は古来の年代記のいわば総集編であるが、887年の項に、アルバ（スコットランド）の浜辺に人魚が打ち上げられたという報告が記載される。 彼女は全長195フィート (59 m)と巨大で、髪が18フィート (5.5 m)と長く、指も鼻も7フィート (2.1 m)あり、白鳥のように色白かった。
同じ『フォーマスターズ年代記』の558年の項には、人魚リー・バンとの捕獲についての記録があるが、『アルスター年代記』では同事件（リー・バンの異名である「海のさまよい人」Muirgheilt の捕獲）を571年の事件として扱っている。

### アイルランド侵寇の書
中世の偽史『アイルランド侵寇の書』によれば、ゴイデル族（ゲール人）の一行がカスピ海を航海中、murdúchand（「メロウ」の語源となった古語）に遭遇している。催眠効果をおよぼす歌を能力としていて、人魚というより「セイレーン」の意訳が充てられている（マッカリスター英訳）。異本（第2、第3稿本）にも同様の記述があるが、ミレー族による航海中の遭遇という設定に置き換わっている。時代は全く異なるのであるが、いずれの稿本でもドルイド僧カハー（Caicher）が耳栓を処方してこれを防除したことになっている。
この場面は、ギリシア詩人ホメロスの叙事詩でオデュッセウスがおこなったセイレーン退治に酷似しており、これを模していることは明らかだと考察されている。
本来の『侵寇の書』には人魚の容姿について詳述していない。だが17世紀にマイケル・オクラリーが再編した稿本では半人半魚の描写が追記されている：

「これら海獣は、へそから上が女性の姿をし、美貌と（身体の）均整さにおいてあらゆる女性を凌駕する；淡い黄色の髪は肩まで垂れる；だがへそより下は魚である。近くに航海する船員たちあらば、楽曲めいた音色よき歌を歌い出し、傾聴する者らは朦朧と眠りに誘われる。そして眠りにおちいった船員たちを引きずり出しては、食らってしまう」

### ディンシェンハス
『ディンシェンハス』（地名伝承集）の何篇かには人魚が登場する。ひとつの伝承によれば、フォモール族の王子キサングの子ロスという人物が イクティア海（イギリス海峡）を渡海中、人魚（murduchann）の歌に眠らされ、八つ裂きにされ、その大腿部が流れ着いた場所がポルト・ラールゲ （「大腿（ふともも）の港」）と呼ばれるようになった。これはウォーターフォード県の古称である。ここに描写される人魚は、上半身こそ「金髪で色白の美しい容姿となりをした成人の女性たち」であったが、「水面下は丘ひとつより巨大な、毛むくじゃらの爪をもつ獣の下半身だった」。異本によれば、人魚たちは体を引き裂いただけでなく食らっており、打ち寄せられたのは大腿骨だったという。
オクラリーが説明した人魚と同様、こちらの人魚たちも、上半身こそ美しい金髪の女性だが、人間を歌で眠らせ、その人肉を食らう性質をもっている。ホイットリー・ストークスはこの『ディンシェンハス』の人魚について、動物寓意譚（ベスティアリ）の「セイレーン」の描写と合致すると考察している。
次にアサローの滝（エス・ルーア）の地誌においては、名前の由来の異説をいくつかあげているが、そのひとつによれば、ルーアという女性が船で河口までこぎつけたところ、人魚の音楽（samguba）によって眠りにおちいり、転落した溺れた故事によるという。
「Inber n-Ailbine（大罪の三角江）」（ダブリン県のデルヴィン川の古称）にまつわるディンシェンハスには、「人魚」の明記はないが、人魚譚のひとつとみなされている 。フィル・ムイーリー一族の王孫でリーグドンの子ルーアが率いる3艘の船団が、9人の海棲の女性たちに停滞させられる。ルーアはこの美女たちと男女の仲となるが、いつまでも関係をつづける約束を反故にして去ったため、女たちは復讐し、ルーアの息子2人（女たちの一人が産んだ子も含まれる）を殺していった。この小話は、アルスター物語群のひとつ『エウィルへの求婚』にも挿入されている。